# Ievdokia Pasko
Ievdokiya Borisovna Pasko, née le 30 décembre 1919 à Lipenka (Kyrgyzstan) et morte à  Moscou le 27 janvier 2017, est une navigatrice soviétique dans le régiment féminin d’aviation du 588e NBAP, 325e division d'aviation de bombardement de nuit, 4e Armée de l'Air sur le Deuxième front biélorusse pendant Seconde Guerre mondiale. Pour ses succès pendant la guerre, elle reçoit le titre d'Héroïne de l'Union soviétique, le 26 octobre 1944.

## Enfance et éducation
Pasko est née le 30 décembre 1919, dans une famille ukrainienne dans le village de Lipenko dans le district de Jeti-Ögüz dans la région d'Issyk-Koul dans ce qui était alors le République socialiste soviétique autonome du Turkestan (aujourd'hui le Kirghizistan). Elle étudie les Mathématiques à l'Université d'État de Moscou lorsque les autorités russes appellent les femmes à se porter volontaire pour les régiments d'aviation de l'armée. Elle rejoint alors l'armée, ainsi que plusieurs de ses collègues étudiantes, y compris Iekaterina Riabova et Ievguenia Roudneva, qui deviendront aussi des Héroïnes de l'Union soviétique,.

## Carrière militaire
Pasko devient navigatrice dans le 49e Régiment d'Aviation, et plus tard rejoint le régiment féminin du 588 NBAP, aussi connu comme « les sorcières de la nuit », où elle sert en tant que navigatrice pour la commandante d'escadron Maria Smirnova.
Pendant la guerre, elle effectue des missions contre l'Axe au-dessus de la Biélorussie, de la Crimée, du Caucase, de la péninsule de Kertch, du Kouban, de la Pologne et de Berlin, même sous des conditions météorologiques extrêmes. Au total, elle fait environ 800 sorties. Le 26 octobre 1944, Pasko reçoit le titre d'Héroïne de l'Union soviétique avec sa collègue Smirnova et ses exploits militaires sont décrits dans un article de la Pravda. Elle prend sa retraite de l'armée soviétique avec le grade de lieutenant après la fin de la Seconde Guerre mondiale,.

## Après-guerre
Après la guerre, Pasko retourne à ses études et a obtenu un Ph.D. en mathématiques et en épouse son collègue Boris Malichev. Elle enseigne ensuite pendant plus de quarante ans à l'Université Technique de Bauman.
Pasko meurt le 27 janvier 2017 à Moscou, et est enterré au cimetière Troïekurovskoïe.

## Distinctions
- Héroïne de l'Union Soviétique
- Ordre de Lénine
- Ordre du Drapeau rouge
- Deux Ordres de la Guerre patriotique de 1re classe
- Ordre de l'Amitié des peuples
- Deux Ordres de l'Étoile rouge
- Médaille pour la victoire sur l'Allemagne dans la Grande Guerre patriotique de 1941-1945